# CD 우니베르시타리오
CD 우니베르시타리오(Club Deportivo Universitario, 전 초리요 FC)는 엘초리요를 연고를 하는 축구팀이다. 이 팀은 1974년에 창단되었으며, 현재 리가 파나메냐에 참가하고 있다.

## 우승
- 리가 파나메냐: 3

2011A, 2014C, 2017A
- 프리메라 A:1

2000-01

## 선수 명단

### 역대
- 롤란도 블랙번(2011 ~ 2014, 2017 ~ 2018)